# Philorheithrus lacustris
Philorheithrus lacustris är en nattsländeart som beskrevs av Tillyard 1924. Philorheithrus lacustris ingår i släktet Philorheithrus och familjen Philorheithridae. Inga underarter finns listade i Catalogue of Life.